# Cosificación
La cosificación en filosofía social es el acto de tratar a una persona como un objeto o cosa. La cosificación sexual, el acto de tratar a una persona como un mero objeto de deseo sexual, es un subconjunto de la cosificación, al igual que la autocosificación, la cosificación de uno mismo. En el Marxismo, la cosificación de las relaciones sociales se discute como «reificación».

## Definiciones
Según Martha Nussbaum, una persona es objetivada si se le aplican una o más de las siguientes propiedades:
1. Instrumentalidad – tratar a la persona como una herramienta para los propósitos de otro.
2. Negación de la autonomía – tratar a la persona como si careciera de autonomía o autodeterminación.
3. Inercia – tratar a la persona como si careciera de agencia o actividad.
4. Fungibilidad – tratar a la persona como intercambiable con (otros) objetos.
5. Violabilidad – tratar a la persona como si careciera de integridad de límites y fuera violable, «como algo que es permisible romper, aplastar o invadir».
6. Propiedad – tratar a la persona como si pudiera ser poseída, comprada o vendida (como en la esclavitud).
7. Negación de la subjetividad – tratar a la persona como si no hubiera necesidad de preocuparse por sus experiencias o sentimientos.

Rae Langton, profesora de filosofía en la Universidad de Cambridge, propuso tres propiedades adicionales para añadir a la lista de Nussbaum:
1. Reducción al cuerpo – el tratamiento de una persona identificada con su cuerpo o partes del cuerpo.
2. Reducción a la apariencia – el tratamiento de una persona principalmente en términos de cómo luce o cómo aparece para los sentidos.
3. Silenciamiento – el tratamiento de una persona como si estuviera silenciada, carente de la capacidad para hablar.

## Argumentos
Nussbaum encontró que la comprensión general de la cosificación era demasiado simplista para ser útil como concepto normativo para evaluar las implicaciones morales de la sexualización de las mujeres. Intenta remediar esto distinguiendo entre formas benignas y perjudiciales de cosificación en diferentes circunstancias relativas al sexo.
Nussbaum considera que la cosificación no solo es significativa al considerar la sexualidad, que ha sido ampliamente discutida, sino también un componente importante de la visión marxista sobre el capitalismo y la esclavitud. Argumenta que no todas las formas de cosificación son necesariamente intrínsecamente negativas, y que la cosificación no es necesariamente una conclusión inevitable cuando una de las siete propiedades está presente.
Según las teorías de Immanuel Kant, el deseo sexual es inherentemente cosificante, ya que un fuerte impulso sexual incluye un deseo de absorber a otra persona para la satisfacción sexual. Este deseo se manifiesta como un deseo de controlar el comportamiento del objetivo para asegurar la propia satisfacción, negando efectivamente la autonomía del objetivo. La intensidad del deseo sexual también reduce la subjetividad al ahogar la consideración de los pensamientos o sentimientos del objetivo en la búsqueda de la propia satisfacción, reduciendo a las demás personas a un conjunto de partes del cuerpo destinadas a proporcionar gratificación. En resumen, la cosificación sexual es una característica general de la sexualidad, en la que las partes involucradas desean ansiosamente tanto cosificar como ser cosificadas.
Catharine Mackinnon y Andrea Dworkin adoptan la comprensión de Kant sobre el sexo como inherentemente cosificante, pero discrepan en que los participantes sean cosificadores y cosificados en proporciones similare. Es más bien asimétrico debido a que la sexualidad existe dentro de un contexto social y cultural más amplio donde los hombres y las mujeres no tienen el mismo poder, y esto influye fuertemente en la dinámica. Según Mackinnon y Dworkin, la sexualidad masculina se expresa dominantemente mediante la cosificación de otros, mientras que la sexualidad femenina se expresa de manera sumisa al aceptar la cosificación o participar en la autocosificación. En este contexto, las mujeres son más vulnerables a la violabilidad y a la falta de subjetividad y autonomía. Mackinnon y Dworkin ignoran las historias y psicologías personales que Nussbaum considera igualmente importantes moralmente para la construcción de la sexualidad masculina y femenina.
Mientras que la mirada masculina es uno de los principales facilitadores de la autocosificación, las redes sociales son un medio que promueve y refuerza fuertemente la autocosificación, especialmente en las mujeres. Las mujeres publican selfis en las redes sociales desde ángulos de cámara que tipifican la perspectiva de la mirada masculina, mientras que la sección de comentarios proporciona un foro para que los espectadores expresen desaprobación o elogios. La retroalimentación positiva brinda una sensación de validación a las mujeres que publican estos selfies y refuerza el comportamiento.

## Teoría feminista de la cosificación
La teoría de la cosificación propuesta por Barbara Fredrickson y Tomi-Ann Roberts analiza el cuerpo femenino considerando la psicología de las mujeres y el género. Afirman que objetivar a una mujer o niña puede causar un aumento en la sensación de ansiedad o autoconciencia en ella, afectando así su salud mental. Como resultado de esta cosificación, el objetivo adopta el estatus que la sociedad le ha otorgado como su visión principal de sí misma. En sus palabras: «Quizás la más profunda y generalizada de estas experiencias es la interrupción en la corriente de la conciencia que resulta cuando muchas niñas y mujeres internalizan las prácticas de cosificación de la cultura y monitorean habitualmente la apariencia de sus cuerpos».
La presión de esta perspectiva externa puede llevar al monitoreo del cuerpo y a patrones alimenticios obsesivos, lo que eventualmente resulta en sentimientos de vergüenza o ansiedad. Según Fredrickson y Roberts, las nuevas olas de feministas y académicas han recontextualizado el cuerpo femenino desde una perspectiva sociocultural, enfatizando su representación sociocultural sobre su rol biológico. Argumentan que una conceptualización no debería eclipsar a la otra, ya que ambas se combinan para formar la construcción social de la imagen corporal femenina.

## Interseccionalidad y experiencias transgénero
Las experiencias de cosificación sexual pueden variar según los marcadores de identidad interseccional de un individuo. Utilizar un enfoque interseccional puede profundizar en la comprensión de los constructos de cosificación relacionados con las identidades transgénero. Las personas transgénero enfrentan desafíos únicos durante la interpretación de su identidad.
Mirella Flores argumenta que las exploraciones previas sobre el tema de la cosificación se han centrado principalmente en las experiencias de personas cisgénero. Las personas transgénero han sido excluidas del discurso de la cosificación, ya que su género expresado ha sido históricamente invalidado. Por ejemplo, la heteronormatividad tradicional exhibida en el campo de la psicología permitió previamente la conceptualización de la inconformidad de género como un trastorno mental. Además, las representaciones de personas transgénero en los medios las han retratado como alivio cómico, perpetuando la transfobia y estigmatizando aún más a las personas transgénero. Los estándares de orientación sexual se insertan en las representaciones sociales del género como masculino o femenino, y este binarismo de género se ha propagado a través de los medios, pares, familia y otros canales socioculturales. A través de la cosificación y la representación social, los ideales exagerados de la imagen corporal asociados con la masculinidad y la feminidad fomentan la cosificación del propio cuerpo para adherirse a estos ideales de apariencia sociocultural. Aunque la teoría de la cosificación se usó originalmente para explicar cómo el cuerpo femenino se reduce a su apariencia, puede usarse para analizar cómo las personas transgénero se aproximan a estos ideales para ser consistentes con su género.
El bajo nivel de aceptación social de las personas transgénero provoca devaluación y estigmatización. Las personas transgénero pueden internalizar los ideales sociales de apariencia a través del monitoreo del cuerpo y la comparación para legitimar su identidad de género. Algunas personas transgénero sienten que deben adoptar la imagen corporal binaria y actuar en consecuencia para encajar en los estándares sociales. La cosificación ignora la identidad de género y categoriza a los individuos según la expresión ideal del género, lo que afecta a los hombres y mujeres transicionadas. La cosificación se convierte en un problema y una solución para las personas que intentan afirmar su identidad y expresión de género a través del reconocimiento social. El ideal de atractivo físico masculino incluye la representación de músculo y robustez, y los hombres transgénero pueden intentar cumplir con el estándar a través de ejercicio compulsivo e inyecciones de esteroides. Las mujeres transgénero experimentan una cosificación similar a la de las mujeres cisgénero en la reducción de la persona meramente a un cuerpo hipersexualizado. Las personas transgénero pueden intentar afirmar su identidad de género a través de prácticas ilegales, como el uso de inyecciones de silicona, que eventualmente resultan en consecuencias perjudiciales para la salud. Además, las personas transgénero pueden buscar la afirmación de género a través del trabajo sexual, aumentando el riesgo de infecciones de transmisión sexual. La discrepancia en la apariencia (por ejemplo, altura y estructura corporal) puede impedir que las personas transgénero se alineen con su identidad de género y no sientan que encajan en los estándares sociales, incluso después de intervenciones médicas. Las personas transgénero pueden internalizar los estereotipos negativos perpetuados a través de la cosificación sexual, como «prostituta transgénero», lo que se ha encontrado que induce comportamientos que afirman el estereotipo. La internalización de estereotipos negativos se ha relacionado con baja autoestima, devaluación, sentimientos de inutilidad y, en el peor de los casos, suicidio.